# 요트 클럽

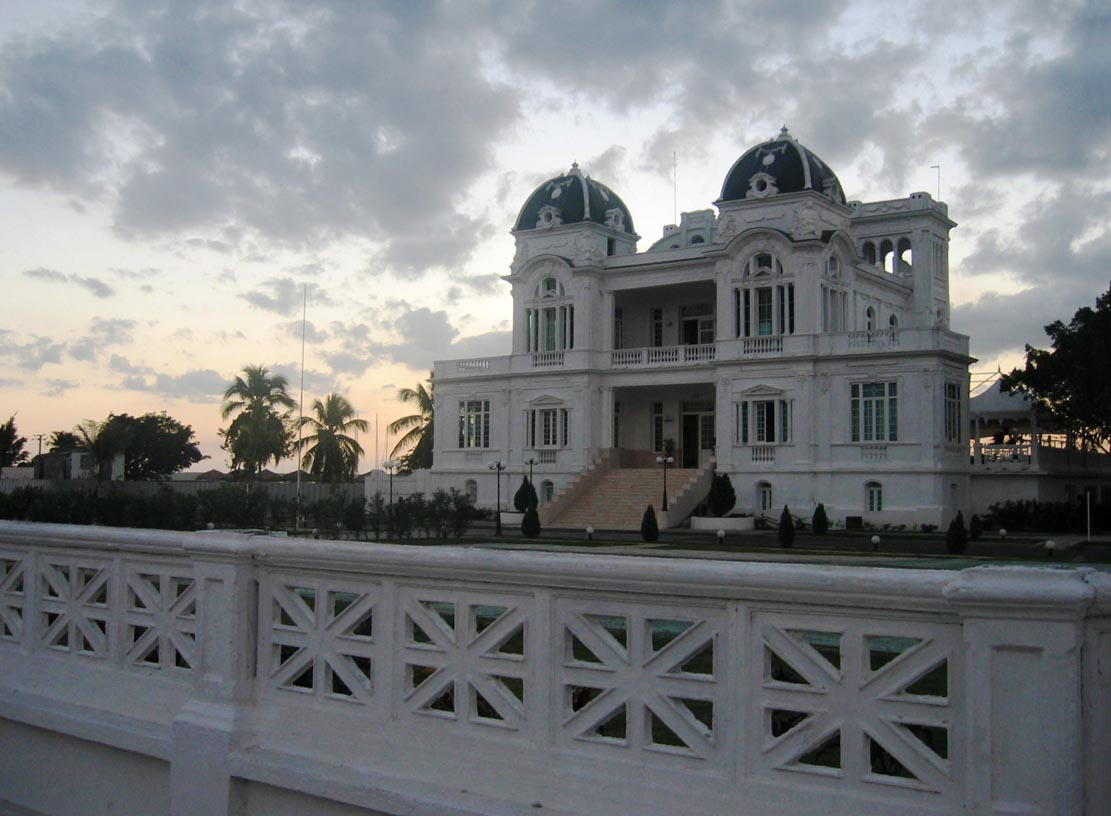
쿠바 시엔푸에고스의 요트 클럽의 클럽하우스

요트 클럽(yacht club)은 요트와 관련된 보트 클럽이다.

## 설명
요트 클럽은 대부분 바다 옆에 위치해 있지만 호수나 강변에 설립된 곳도 있다. 요트 또는 세일링 클럽에는 선착장이나 마리나 또는 해안선의 한정된 구역이 있고 수영 금지 구역을 표시하는 부표와 안전한 연안 정박지가 있다. 해안에는 클럽 회원들만 독점적으로 사용할 수 있는 경계선과 회원들이 쾌적하고 비공식적인 환경에서 사교할 수 있는 바, 카페 또는 레스토랑이 딸린 클럽하우스도 포함된다.
요트 클럽과 세일링 클럽이라는 용어는 동의어인 경향이 있지만 보트의 레크리에이션 용도에 관한 몇 가지 일반적인 차이점을 광범위하게 설명할 수 있다. 역사적으로 요트 클럽은 모터보트를 포함한 요트 소유자로 구성된 멤버십에 초점을 맞추는 경향이 있었다. 이러한 유형의 클럽은 종종 극도로 배타적이어서 귀족이나 상류층의 관심을 끌고 작은 보트 소유자를 서클에서 제외했다. 반면, 세일링 클럽은 작은 배와 같은 소형 보트를 포함한 범선 소유자로만 구성된 회원에 중점을 두는 경향이 있었다. 이는 소형 보트가 산업 규모로 생산되기 시작한 19세기 말에 매우 인기를 얻었다.
요트 클럽은 종종 이니셜로 알려져 있다(예: NYYC로 축약되는 뉴욕 요트 클럽 및 KYC로 축약되는 킹스턴 요트 클럽). 요트 클럽 드 프랑스(Yacht Club de France), 요트 클럽 이탈리아노(Yacht Club Italiano), 로얄 요트 스쿼드론(Royal Yacht Squadron)을 비롯한 많은 잘 알려진 요트 클럽은 왕실의 후원으로 설립되었거나 역사상 어느 시점에서 칭호를 부여받았다.
회원들이 조직하고 운영하는 요트 클럽은 범선 경주와 크루즈 스포츠를 홍보하고 특정 사회 공동체를 위한 만남의 장소를 제공하는 장소가 되었다. 회원은 특정 여가 활동에 관심이 있는 사람들로 구성되며, 보트 소유자뿐만 아니라 크루즈나 경주를 위해 선원으로 항해하는 사람들도 회원에 포함되는 경우가 많다. 또한 회원을 만족시키고 같은 생각을 가진 다른 개인을 유치하는 것은 클럽의 목표를 결정하는 것도 회원의 몫이다. 예를 들어, 일부 클럽에는 파워보트 소유자가 포함되어 있지만 다른 클럽에는 특별히 제외된다. 회원들의 친밀감과 관련된 어려움을 극복하기 위해 특정 클럽에는 항해 섹션과 파워보트 섹션이라는 두 개의 섹션이 있을 수 있다.
회원 클럽은 종종 케이터링, 바 업무, 보트 야드 업무, 회계, 사무실 등에 대해 직원에게 급여를 지급한다. 클럽의 통제 및 조직은 회원이 선출한 회원을 통해 항해 비서, 준장, 순항 선장, 항해 선장, 항해사 등의 역할을 통해 회원을 위해 수행된다. 레이싱 캡틴 등 소규모 클럽은 일반적으로 클럽 시설 및 장비 유지 관리와 같은 활동에 회원의 적극적인 참여가 필요한 회원 자격 조건을 가지고 있다.
회원제 중심의 기존 클럽과 달리 일부 '클럽'은 상업적인 기반으로 운영된다. 서비스를 제공하고 수익을 창출하기 위해 개인이나 회사가 소유할 수 있다. 종종 특정 마리나나 항구와 연관되어 있다. 목표는 일반적으로 회원 클럽과 대체로 유사하지만 사회적 측면이 더 지배적일 수 있다.